# Monstrillopsis zernowi
Monstrillopsis zernowi is een eenoogkreeftjessoort uit de familie van de Monstrillidae. De wetenschappelijke naam van de soort is voor het eerst geldig gepubliceerd in 1948 door Dolgopol'skaya.